# Gelbscheitelbülbül
Der Gelbscheitelbülbül (Pycnonotus zeylanicus) ist ein in Südostasien heimischer Singvogel.

## Merkmale
Der 28 cm lange Gelbscheitelbülbül hat am  strohgelben Kopf schwarze Augen- und Wangenstreifen und  eine weiße Kehle. Der Rücken und der Schwanz sind dunkelbraun, die Flügel sind aschgrau gefärbt, die Handschwingen sind von olivgrünen Federn gesäumt. Die Brust und die Körperseiten sind bräunlich bis grau, die Unterseite ist grau. Der Schnabel ist schwarz, die Füße sind bleigrau, die Iris bräunlich-rot. Bei Aufregung sträubt er seine kurzen, steifen Stirnfedern. Die Geschlechter sind sich ähnlich. Das Weibchen ist kleiner. Der Gesang der Weibchen beschränkt sich darauf, in den laut vorgetragenen Gesang der Männchen einzufallen, oder diesen kurz fortsetzen.

## Vorkommen

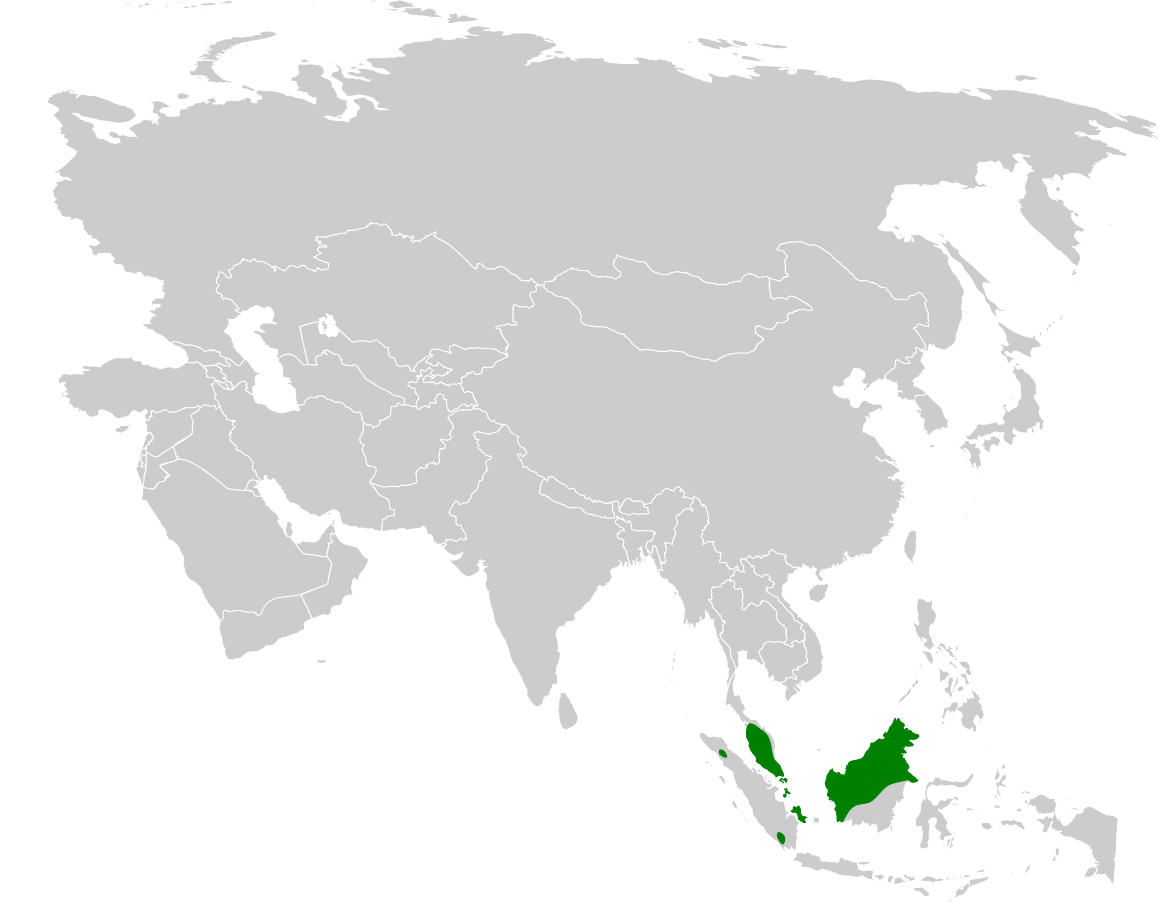
Verbreitung des Gelbscheitelbülbüls

Das Verbreitungsgebiet liegt auf den Inseln Sumatra, Borneo und Java, aber auch in Malaysia und in Thailand. Dort bewohnt er das Untergehölz und das Buschwerk der lichten Uferwaldungen in der Nähe von Wasser.

## Verhalten
Der Gelbscheitelbülbül lebt in kleinen Gruppen von vier oder fünf Vögeln, manchmal auch mehr.
Er ernährt sich von Früchten, insbesondere von Beeren. Er frisst auch Insekten, die er nicht im Flug erjagt, sondern vom Blattwerk pickt oder auf den Boden erbeutet.

## Fortpflanzung
Der Gelbscheitelbülbül brütet das ganze Jahr über. In einem napfförmigen Nest aus Wurzeln, Blättern und Zweigen auf niedrigen Ästen von Bäumen und Büschen werden zwei bis drei Eier gelegt, aus denen nach 16 Tagen Brutzeit die Jungvögel schlüpfen.

## Sonstiges
Wegen seiner melodiösen, trillernden Stimme wird der Gelbscheitelbülbül gerne in Käfigen gehalten und deshalb oft illegal gefangen. Deshalb ist er in den meisten Gegenden selten geworden. Der Schutzstatus wurde deshalb auf der 19. CITES-Vertragsstaatenkonferenz im Jahr 2022 von Anhang II auf Anhang I erhöht.